# Albatros B.I
Albatros B.I (Albatros DD) – niemiecki dwupłatowy samolot rozpoznawczy, a następnie szkolny z okresu I wojny światowej, zaprojektowany i zbudowany w wytwórni Albatros-Werke GmbH w Berlinie. Zbudowana w liczbie ponad 200 egzemplarzy maszyna używana była na początku wojny w jednostkach bojowych Fliegertruppe i K.u.k. Luftfahrtruppen, a następnie została wycofana do szkół lotniczych. Po odzyskaniu niepodległości w polskim lotnictwie służyły trzy B.I, a ostatni z nich został skasowany w listopadzie 1921 roku.

## Historia

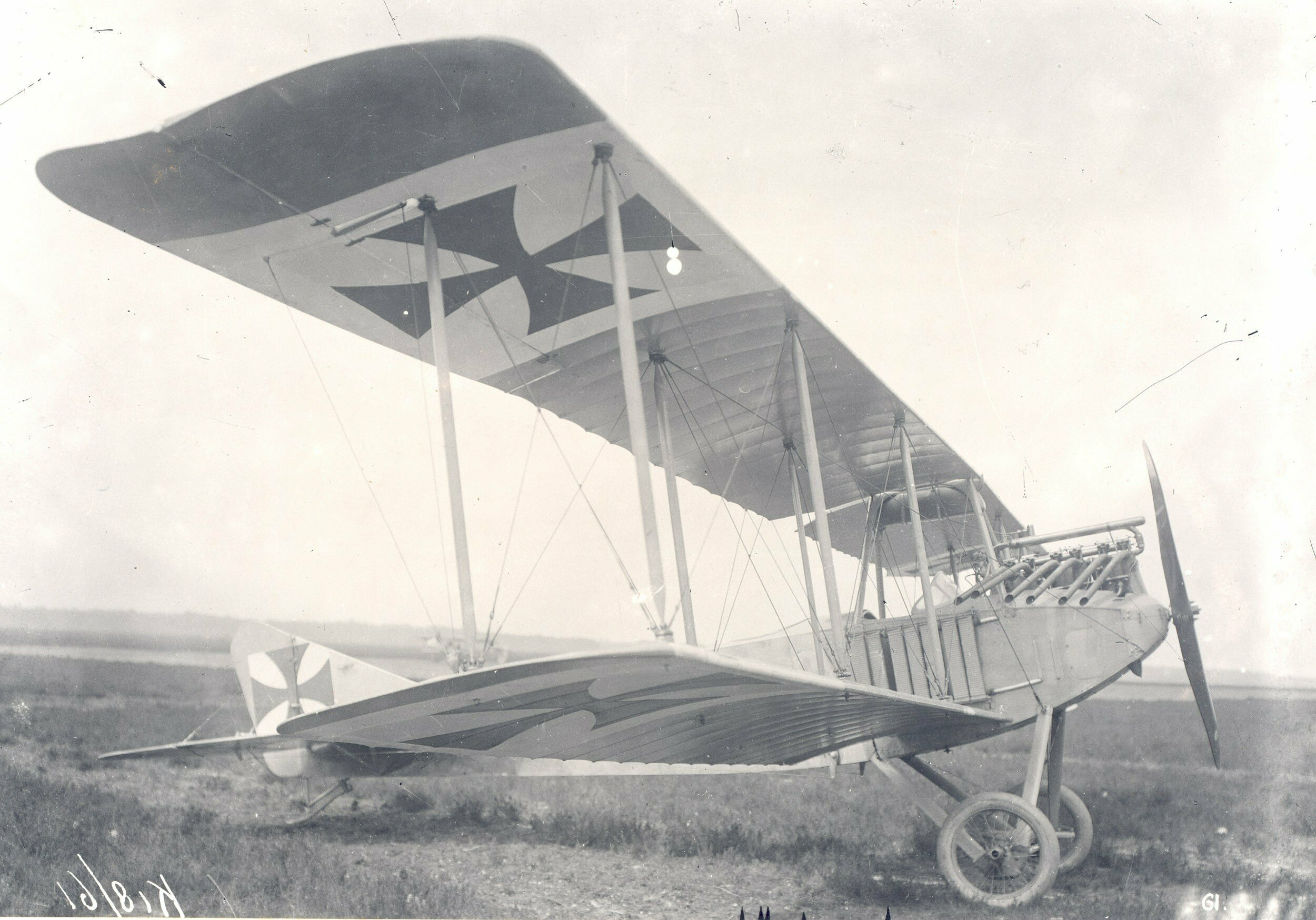
Albatros B.I w 1915 roku

W drugiej połowie 1913 roku w zakładach Albatros-Werke GmbH powstał projekt samolotu rozpoznawczego w układzie dwupłatu, o stabilnej i bezpiecznej konstrukcji. Jego twórcami byli członkowie biura konstrukcyjnego wytwórni Albatros: inżynier dyplomowany Robert Thelen oraz Hellmuth Hirth; obaj byli także pilotami, uczestniczącymi w zawodach lotniczych. Do napędu maszyny wybrano silnik rzędowy Mercedes D.I o mocy 74 kW (100 KM). Konstrukcja kadłuba oparta była na projekcie inż. Hugona Grohmanna z 1912 roku, który opracował półskorupowy kadłub ze szkieletem ze spawanych rur stalowych, o wiele bardziej wytrzymały i lżejszy niż stosowane dotychczas rozwiązania z wykorzystaniem drewna. Zastosowano trójprzęsłową konstrukcję skrzydeł i układ rozmieszczenia załogi, w którym obserwator zajmował przednią kabinę, a pilot tylną. 
Prototyp nazwany Albatros DD (skrót od niem. DoppelDecker – dwupłatowiec) został oblatany w grudniu 1913 roku. Pierwsze loty wykazały niezadowalającą sterowność maszyny, którą poprawiono powiększając powierzchnie sterowe. 11 lutego 1914 roku pilotowany przez Thelena Albatros DD ustanowił rekord wysokości lotu dla czterech pasażerów, a 20 marca został pobity rekord wysokości z trzema pasażerami na pokładzie. 27 marca samolot został zaprezentowany Brytyjczykom na lotnisku w Hendon. 28 maja pilotowany przez Wernera Landmanna DD pobił światowy rekord długości czasu lotu, utrzymując się w powietrzu przez 21 godzin i 50 minut; 11 lipca rekord ten został poprawiony przez Reinholda Boehma, który osiągnął wynik 24 godzin i 10 minut. 27 czerwca tego roku na mitingu lotniczym w Aspern pilot Ernst von Lössl pobił rekord wysokości lotu na samolocie Albatros DD napędzanym silnikiem Hiero o mocy 140 KM.
Sukcesy odnoszone przez Albatrosy DD spowodowały złożenie w 1914 roku dużego zamówienia przez Fliegertruppe na produkcję seryjną samolotu, pod wojskowym oznaczeniem Albatros B.I. Aby je zrealizować, zakłady Albatros zwiększyły moce produkcyjne swojej wytwórni, wykorzystując także jednostki napędowe innych typów (m.in. Mercedes D.II, Benz Bz.II, Benz Bz.III czy Rapp Rp.III). W toku produkcji zwiększono długość kadłuba z 8 metrów do 8,56 metra, wyposażając tę dłuższą wersję w cięższy silnik Benz Bz.III o mocy 150 KM. Albatrosy B.I były także budowane przez firmy Kondor, filię Albatrosa OAW w Pile i w Albatros Militär Werkstätten w Warszawie (Refla). Łącznie wyprodukowano około 220–250 samolotów B.I (dokładna liczba jest niemożliwa do ustalenia z powodu podjęcia w tym samym czasie produkcji ulepszonego modelu DDK – Albatros B.II).

## Użycie

### Cesarstwo Niemieckie
Po wybuchu I wojny światowej samoloty Albatros B.I używane były od sierpnia 1914 roku przez Fliegertruppe do zadań rozpoznawczych i bombowych na froncie zachodnim i wschodnim, a następnie trafiły do szkolenia. Według sporządzanych co dwa miesiące wykazów, liczebność Albatrosów B.I w służbie na froncie przedstawiała się następująco: 31 sierpnia 1914 roku 18 sztuk, 31 października 27 egzemplarzy, 31 grudnia 55 sztuk, 28 lutego 1915 roku 87 egzemplarzy, 30 kwietnia 157 sztuk, 30 czerwca 145 egzemplarzy, 31 sierpnia 116 sztuk, 31 października 90 egzemplarzy i 31 grudnia 42 sztuki. Ostatnią większą liczbą było 26 egzemplarzy według stanu na 28 lutego 1916 roku – po tej dacie w służbie pozostały pojedyncze sztuki (ostatnie dwie zanotowano pod datą 31 grudnia 1917 roku). Na jednym z B.I latali w Feldflieger-Abteilung 25 Hermann Göring i Bruno Loerzer. Latem 1915 roku na froncie wschodnim na B.I został zestrzelony ogniem rosyjskiej piechoty Manfred von Richthofen, ratując się przymusowym lądowaniem po niemieckiej stronie. 
Lotnictwo morskie Kaiserliche Marine używało od 40 do 45 B.I, zakupionych bezpośrednio lub przekazanych przez lotnictwo armijne; na jednym z nich oznaczonym S.69 testowano uzbrojenie w podwieszaną torpedę C35/91, a w listopadzie 1915 roku został on przebudowany na wodnosamolot.

### Austro-Węgry

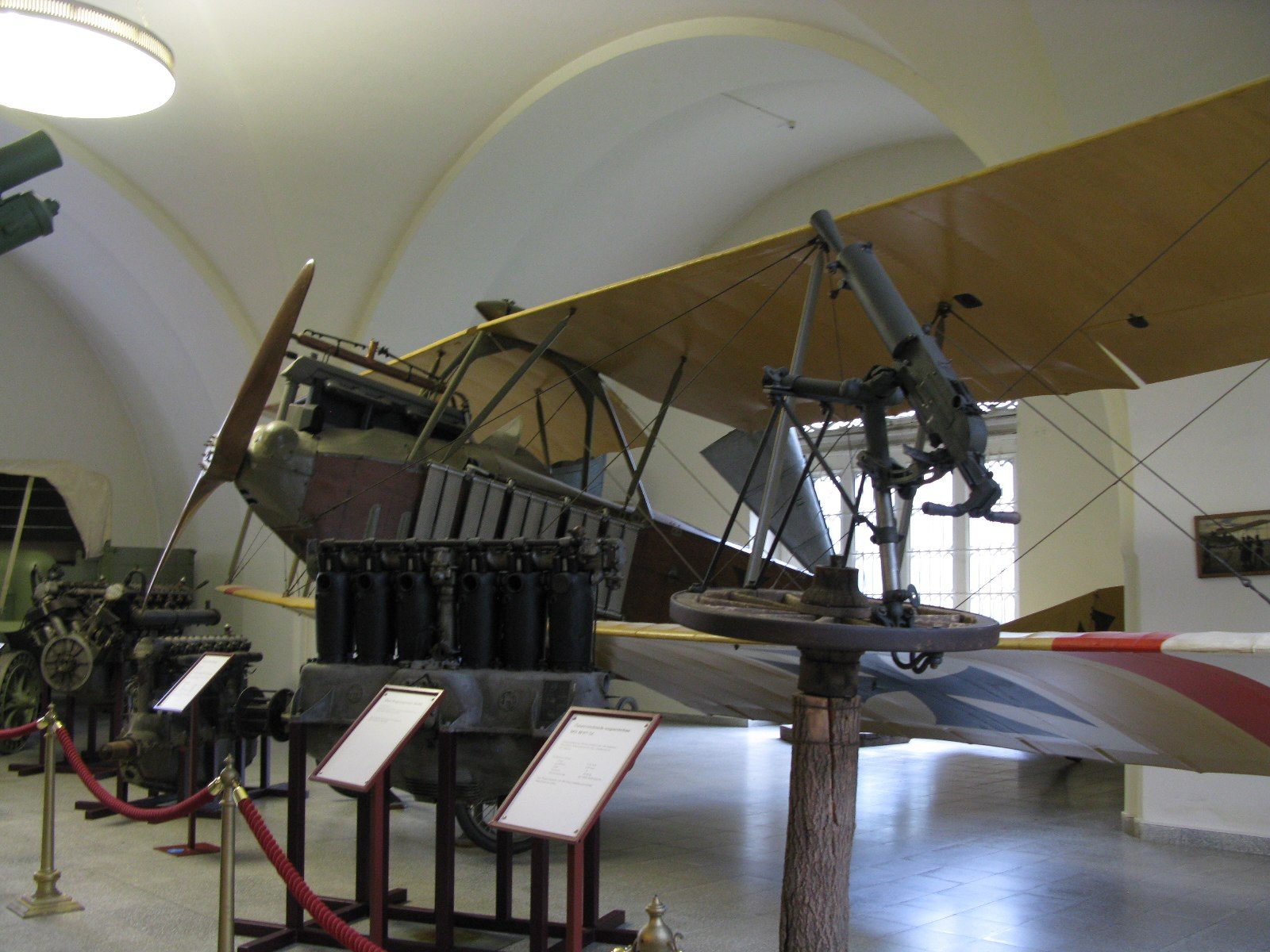
Prototyp Albatros B.I (Ph) nr 20.01 eksponowany w Heeresgeschichtliches Museum w Wiedniu

K.u.k. Luftfahrtruppen używało co najmniej cztery sztuki B.I z nr B.86/14, B.87/14, B.127/14 i B.128/14, które otrzymały austro-węgierskie numery ewidencyjne od 21.27 do 21.30. W zakładach Phönix Flugzeugwerke podjęto też licencyjną produkcję B.I pod nazwą Phönix B.I – a właściwie Albatros B.I (Ph) – w seriach 21, 22, 23 i 24. Najpierw zbudowano dwa prototypy o oznaczeniu 20.01 i 20.02, a następnie pierwszą serię składającą się z pięciu maszyn o nr od 20.03 do 20.07, napędzanych różnymi silnikami Hiero. Wyprodukowano także kilkadziesiąt B.I serii 23 i 53 ulepszone maszyny serii 24 (w późniejszym czasie 29 samolotów serii 23 zostało zmodyfikowanych do standardu serii 24, co dało łącznie 82 egzemplarze). Zamówiono także 48 bazujących na B.I zmodyfikowanych maszyn Knoller C.I (Ph) serii 25.
Albatros B.I był pierwszym samolotem w historii lotnictwa, który posłużył do korygowania ognia artylerii za pomocą pokładowej radiostacji. Dokonała tego 12 stycznia 1915 r. załoga w składzie Oblt. Max Hesse i Oblt. Ludwig Dumbacher. 12 kwietnia 1916 roku dowódca Flik 1 por. Otto Jindra wraz z obserwatorem, por. Godwinem Brumowskim na uzbrojonym w ruchomy karabin maszynowy B.I nr 22.23 dokonali śmiałego nalotu na kwaterę armii rosyjskiej w Chocimiu, wizytowanej wtedy przez cara Mikołaja II i gen. Aleksieja Brusiłowa, zrzucając siedem bomb, po czym, zestrzeliwszy dwa z czterech ścigających ich myśliwców Morane-Saulnier L, powrócili do bazy. Na Albatrosie B.I swe kariery lotnicze rozpoczynali znani lotnicy austro-węgierscy, m.in.: Benno Fiala von Fernbrugg, Friedrich Hefty, Adolf Heyrowsky czy Ludwig Hautzmayer.

### Wielka Brytania
W użyciu był jeden egzemplarz zakupiony przed wybuchem wojny w 1914 roku, który służył w Royal Naval Air Service do początku 1918 roku.

### Polska
W lotnictwie polskim samoloty Albatros B.I znalazły się po odzyskaniu niepodległości, kiedy przejęto na lotnisku rakowickim trzy samoloty tego typu produkcji zakładów Phönix serii 24 (nr 24.06, 24.66 i 24.72), a następnie dwa oryginalne (nr 817/14 i 6199/??) w hali Zeppelina na Winiarach. Do stanu lotnego doprowadzono trzy maszyny: nr 817/14 z silnikiem Mercedes D.I, wyremontowany w Stacji Lotniczej Ławica, od 14 maja 1919 roku do 26 maja 1920 roku znajdował się na stanie Ruchomego Parku Lotniczego w Krakowie, a następnie od 1 czerwca 1920 roku do 15 lutego 1921 roku w Szkole Pilotów w Krakowie (skasowany w Ławicy 29 kwietnia 1921 roku); nr 6199/?? z silnikiem Mercedes D.I, wyremontowany i używany w Ławicy od 1 czerwca 1919 roku do skasowania 3 listopada 1921 roku i nr 24.06 z silnikiem Hiero o mocy 80 KM, używany w listopadzie 1918 roku w 1. Eskadrylli Lotniczej w Krakowie.

## Opis konstrukcji i dane techniczne
Albatros B.I był jednosilnikowym, dwuosobowym dwupłatem rozpoznawczym konstrukcji mieszanej, przeważnie drewnianej. Długość samolotu wynosiła początkowo 8, a następnie 8,56 metra, zaś jego wysokość 3,15 metra. Rozpiętość skrzydeł wynosiła 14,48 metra, a powierzchnia nośna 43 m². Cięciwa obu płatów wynosiła 1,8 metra, a odstęp między nimi również miał rozmiar 1,8 metra. Masa własna wynosiła 752 kg, zaś masa całkowita (startowa) 1197 kg. Podwozie klasyczne, dwukołowe, stałe.
Napęd stanowił najczęściej chłodzony cieczą 6-cylindrowy silnik rzędowy Mercedes D.I o mocy 74 kW (100 KM). Prędkość maksymalna samolotu wynosiła 100–105 km/h. Maszyna osiągała wysokość 800 metrów w czasie 10 minut, a 2000 metrów w czasie 35 minut. Zasięg wynosił 650 km, a długotrwałość lotu 4 godziny. Samolot osiągał pułap 3000 metrów. Dobieg wynosił 100 metrów.
Samolot oryginalnie nie był uzbrojony. W misjach bombardowania do kabiny zabierano lekkie bomby, które były wyrzucane ręcznie; później umieszczano je w pionowych wyrzutnikach. Część samolotów przeznaczonych do korygowania ognia artylerii wyposażonych było w prymitywne radiostacje.

## Egzemplarze muzealne
Jedyny zachowany egzemplarz samolotu B.I – zbudowany w zakładach Phönix prototyp o nr 20.01 – eksponowany jest w Heeresgeschichtliches Museum w Wiedniu.